# Christian Schoissengeyr
Christian Junior Schoissengeyr Acosta (Concepción de la Vega, 18 ottobre 1994) è un calciatore austriaco naturalizzato dominicano, difensore del Floridsdorfer e della nazionale dominicana.

## Biografia
È nato in Repubblica Dominicana da padre austriaco e madre dominicana.

## Caratteristiche tecniche
È un difensore centrale.

## Carriera

### Club
Cresciuto nelle giovanili dell'Austria Vienna, ha esordito il 2 marzo 2012 con la squadra riserve in occasione del match vinto 3-1 contro il Neusiedl/See.
Nel 2015 è stato acquistato dallo Sturm Graz.

### Nazionale
Con la nazionale austriaca Under-21 ha preso parte a 7 incontri di qualificazione al campionato europeo di calcio Under-21 2017.
Dopo aver giocato per le nazionali giovanili austriache, nel 2022 ha scelto di optare per la nazionale dominicana.

## Statistiche

### Presenze e reti nei club
Statistiche aggiornate al 15 giugno 2022.
| Stagione               | Squadra                | Campionato             | Campionato | Campionato | Coppe nazionali | Coppe nazionali | Coppe nazionali | Coppe continentali | Coppe continentali | Coppe continentali | Altre coppe | Altre coppe | Altre coppe | Totale | Totale | Totale |
| Stagione               | Squadra                | Comp                   | Pres       | Reti       | Comp            | Pres            | Reti            | Comp               | Pres               | Reti               | Comp        | Pres        | Reti        | Pres   | Reti   |        |
| ---------------------- | ---------------------- | ---------------------- | ---------- | ---------- | --------------- | --------------- | --------------- | ------------------ | ------------------ | ------------------ | ----------- | ----------- | ----------- | ------ | ------ | ------ |
| 2011-2012              | Rapid Vienna II        | RL                     | 2          | 0          |                 | -               | -               |                    | -                  | -                  |             | -           | -           | 2      | 0      |        |
| 2012-2013              | Rapid Vienna II        | RL                     | 18         | 1          |                 | -               | -               |                    | -                  | -                  |             | -           | -           | 18     | 1      |        |
| 2013-2014              | Rapid Vienna II        | RL                     | 14         | 1          |                 | -               | -               |                    | -                  | -                  |             | -           | -           | 14     | 1      |        |
| 2014-2015              | Rapid Vienna II        | RL                     | 21         | 1          |                 | -               | -               |                    | -                  | -                  |             | -           | -           | 21     | 1      |        |
| Totale Rapid Vienna II | Totale Rapid Vienna II | Totale Rapid Vienna II | 55         | 3          |                 | -               | -               |                    | -                  | -                  |             | -           | -           | 56     | 3      |        |
| 2015-2016              | Sturm Graz II          | RL                     | 14         | 1          |                 | -               | -               |                    | -                  | -                  |             | -           | -           | 14     | 1      |        |
| 2016-2017              | Sturm Graz II          | RL                     | 1          | 0          |                 | -               | -               |                    | -                  | -                  |             | -           | -           | 1      | 0      |        |
| 2017-2018              | Sturm Graz II          | RL                     | 3          | 0          |                 | -               | -               |                    | -                  | -                  |             | -           | -           | 3      | 0      |        |
| Totale Sturm Graz II   | Totale Sturm Graz II   | Totale Sturm Graz II   | 18         | 1          |                 | -               | -               |                    | -                  | -                  |             | -           | -           | 18     | 1      |        |
| 2015-2016              | Sturm Graz             | BL                     | 0          | 0          | CA              | 0               | 0               | UEL                | 0                  | 0                  |             | -           | -           | 0      | 0      |        |
| 2016-2017              | Sturm Graz             | BL                     | 11         | 1          | CA              | 3               | 1               |                    | -                  | -                  |             | -           | -           | 14     | 2      |        |
| 2017-2018              | Sturm Graz             | BL                     | 13         | 3          | CA              | 3               | 0               | UEL                | 0                  | 0                  |             | -           | -           | 16     | 3      |        |
| Totale Sturm Graz      | Totale Sturm Graz      | Totale Sturm Graz      | 24         | 4          |                 | 6               | 1               |                    | 0                  | 0                  |             | -           | -           | 30     | 5      |        |
| 2020-2021              | Austria Vienna II      | 1L                     | 20         | 0          |                 | -               | -               |                    | -                  | -                  |             | -           | -           | 20     | 0      |        |
| 2018-2019              | Austria Vienna         | BL                     | 23         | 1          | CA              | 3               | 0               |                    | -                  | -                  |             | -           | -           | 26     | 1      |        |
| 2019-2020              | Austria Vienna         | BL                     | 0          | 0          | CA              | 0               | 0               | UEL                | 0                  | 0                  |             | -           | -           | 0      | 0      |        |
| 2020-2021              | Austria Vienna         | BL                     | 0          | 0          | CA              | 0               | 0               |                    | -                  | -                  |             | -           | -           | 0      | 0      |        |
| 2021-2022              | Austria Vienna         | BL                     | 14         | 0          | CA              | 1               | 0               | UECL               | 2                  | 0                  |             | -           | -           | 17     | 0      |        |
| Totale Austria Vienna  | Totale Austria Vienna  | Totale Austria Vienna  | 37         | 1          |                 | 4               | 0               |                    | 2                  | 0                  |             | -           | -           | 43     | 1      |        |
| Totale carriera        | Totale carriera        | Totale carriera        | 154        | 9          |                 | 10              | 1               |                    | 2                  | 0                  |             | -           | -           | 156    | 10     |        |

### Cronologia presenze e reti in nazionale
| Cronologia completa delle presenze e delle reti in nazionale ― Rep. Dominicana | Cronologia completa delle presenze e delle reti in nazionale ― Rep. Dominicana | Cronologia completa delle presenze e delle reti in nazionale ― Rep. Dominicana | Cronologia completa delle presenze e delle reti in nazionale ― Rep. Dominicana | Cronologia completa delle presenze e delle reti in nazionale ― Rep. Dominicana | Cronologia completa delle presenze e delle reti in nazionale ― Rep. Dominicana | Cronologia completa delle presenze e delle reti in nazionale ― Rep. Dominicana | Cronologia completa delle presenze e delle reti in nazionale ― Rep. Dominicana |
| Data                                                                           | Città                                                                          | In casa                                                                        | Risultato                                                                      | Ospiti                                                                         | Competizione                                                                   | Reti                                                                           | Note                                                                           |
| ------------------------------------------------------------------------------ | ------------------------------------------------------------------------------ | ------------------------------------------------------------------------------ | ------------------------------------------------------------------------------ | ------------------------------------------------------------------------------ | ------------------------------------------------------------------------------ | ------------------------------------------------------------------------------ | ------------------------------------------------------------------------------ |
| 5-6-2022                                                                       | Santo Domingo                                                                  | Rep. Dominicana                                                                | 2 – 3                                                                          | Guyana francese                                                                | CONCACAF Nations League 2022-2023 - Fase a gironi                              | -                                                                              | 47’                                                                            |
| 10-6-2022                                                                      | Santo Domingo                                                                  | Rep. Dominicana                                                                | 1 – 1                                                                          | Guatemala                                                                      | CONCACAF Nations League 2022-2023 - Fase a gironi                              | -                                                                              |                                                                                |
| 13-6-2022                                                                      | Città del Guatemala                                                            | Guatemala                                                                      | 2 – 0                                                                          | Rep. Dominicana                                                                | CONCACAF Nations League 2022-2023 - Fase a gironi                              | -                                                                              | 77’                                                                            |
| Totale                                                                         |                                                                                | Presenze                                                                       | 3                                                                              |                                                                                | Reti                                                                           | 0                                                                              |                                                                                |

## Palmarès

### Club

#### Competizioni nazionali
- Coppa d'Austria: 1

Sturm Graz: 2017-2018
- Campionato lussemburghese: 1

Differdange 03: 2023-2024